# Odkritje Amerike
Izraz odkritje Amerike se nanaša na serijo zgodovinskih odprav, ki so se začele s prihodom kastiljsko-aragonske ekspedicije Krištofa Kolumba v Novi svet, na karibski otok Guanahaní, 12. oktobra 1492 in so v Evropo prvič prinesle vedenje o do tedaj Evropejcem neznanem kontinentu. 
Tako poimenovanje prinaša vedno več polemik. Prvi argument proti je, da izraža evrocentrističen pogled na svet, saj so prva človeška bitja Ameriko poselila že pred 14 000 leti  in tam razvila lastno civilizacijo.  Drugi argument pa je, da so Ameriko evropski Vikingi dosegli že v 10. stoletju,  torej je bila Amerika tudi (severnim) Evropejcem poznana že dolgo pred Kolumbom. Bolj kot odkritje novega sveta, je bil ta dogodek torej srečanje dveh neodvisnih, razvitih in popolnoma različnih civilizacij, ki sta ena na drugo odločilno vplivali in katerih stik je močno spremenil potek svetovne zgodovine.

## Priprave na prvo potovanje

### Ideja in snovanje projekta
V 15. stoletju je  svilna pot, trgovska pot med Azijo in Evropo, nevarna zaradi fragmentacije mongolskega imperija, ki je vzdrževal red in enotnost ter zaradi padca Konstantinopla in turškega prevzema nadzora. Pomorski promet je bil v velikem porastu, zato so Evropejci začeli iskati nove pomorske trgovske poti do Indije in Kitajske. 
Krištof Kolumb, trgovec in ljubiteljski kartograf, je prišel na idejo, da bi s plovbo proti zahodu gotovo lahko prišel do Indije. Zaradi neugodne situacije v dobičkonosni trgovini z začimbami, svilo in drugimi luksuznimi izdelki, je bil ta projekt že pred Kolumbom interesanten za kartografe in navigatorje, vendar pa se nihče ni zavedal pravih razsežnosti Pacifika in Zemlje. Kolumbove ideje so bile osnovane na treh teoretičnih in znanstvenih predpostavkah, zastavljenih že v klasičnem obdobju, ki so renesanso dosegle kot sprejete dogme: okroglost Zemlje, enotnost oceana in posledična možnost prečkanja, ter dimenzije zemeljske oble. Pri zastavljanju projekta naj bi izhajal iz zapisov renesančnega izobraženca Paolo del Pozzo Toscanelli (1397-1482). Nekateri Kolumbovi zapisi namreč skoraj dobesedno navajajo Toscanellijeve. Le-ta je pisal o možnosti plutja do Kitajske proti zahodu z vmesnimi postanki na mitičnem otoku Antilija in na otoku Cipango (Japonska). Vendar pa je nekje v snovanju tega projekta prišlo do velikih napak. Bistveni napaki sta bili nepravilna ocena obsega Zemlje in nepravilna ocena velikosti poznanega kopnega. Obseg so arabski in grški geografi že prej pravilno izračunali, vendar pa sta Toscanelli in Kolumb arabske podatke računala z italijanskimi miljami in tako končno številko zmanjšala za 25 % (približno 30.000 kilometrov namesto dejanskih 40.075). Še večja pa je bila napaka pri oceni volumna kopnega. Oceni Marina de Tira, da kopno pokriva 225°, je bilo prištetih še 28° iz opisov Marca Pola in 30° med Japonsko in Kitajsko. Ostajalo je torej 77° oceana, kar pa je daleč od resničnega stanja. Rezultat teh napak je bilo 6.575 km med Kanarskimi otoki in Catayem (del Kitajske), z večino kopenskega dela, namesto dejanskih 21.800 km z veliko večino oceanskega dela.  Napaka je bila izjemna, vendar pa je sovpadala z razdaljo do karibskih Antilov, kar je pripeljalo do enega najpomembnejših dogodkov v zgodovini.
Številni avtorji so se od prvega trenutka spraševali, ali je bila Kolumbova napaka res le naključje ali je imel informacije o obstoju novih ozemelj. Menih Bartolomé de Las Casas je pisal o edinem preživelem mornarju z ekspedicije, ki je zašla na drugo stran Atlantika. Ta naj bi Kolumbu razkril, kaj se jim je zgodilo in mu dal vse podatke za pot do otoka La Española (današnja Haiti in Dominikanska republika), kjer je bila ustanovljena prva španska kolonija v Novem Svetu. Inca Garcilaso je mornarja tudi identificiral: Alonso Sánchez iz Huelve. To hipotezo je obudil tudi španski zgodovinar Juan Manzano (1911-2004). Bartolomé je v svojem delu "Historia de las Indias" zatrdil, da je bil Kolumb tako prepričan, da bo odkril ozemlja in ljudstva, kot da bi tam že bil. 

### Iskanje podpore in financiranja
Za izvedbo projekta je Kolumb potreboval podporo kralja oziroma visokega aristokrata.
Kolumb je svoj načrt najprej predstavil portugalskemu kralju Juanu II., ki pa ga je zavrnil, saj so portugalski raziskovalci dosegali velike napredke pri iskanju nove poti v Indijo okrog Afrike - cilj, ki so ga poskušali doseči že leta prej in ki je bil veliko bolj oprijemljiv kot pot v neznano. Poleg tega je Kolumbov načrt vključeval izplutje s Kanarskih otokov, kar je pomenilo, da bi si morala Portugalska morebitno novo pot deliti s Kastilijo.
Zaradi zavrnitve na Portugalskem, se je Kolumb odločil svoj projekt predstaviti Katoliškima kraljema. Prvi stik z dvorom je imel v Córdobi, kjer se je ta takrat nahajal zaradi bližine granadske fronte. Uspelo mu je vzpostaviti kontakt z vplivnim spovednikom kraljice Izabele Katoliške, menihom Hernandom de Talavero in celo s kardinalom Mendozo. Svèt je najprej zavrnil njegov projekt, leta 1486 pa so mu vplivne osebnosti omogočile osebno srečanje s Katoliškima kraljema v kraju Alcalá de Henares in nato še v Madridu. Prvi vtis o Kolumbovem projektu ni bil najboljši, vendar sta monarha zahvaljujoč posredovanju meniha Antonia de Marchene imenovala skupščino, ki naj bi preučila Kolumbov projekt. Skupščina je podvig označila za neizvedljiv, a Kolumb je vztrajal in se ponovno srečal s Katoliškima kraljema v Málagi poleti 1487, ko je ponovno dobil negativen odgovor. Kolumb je znova pisal Juanu II Portugalskemu, ki ga je povabil v Lizbono. Z njegovim odgovorom se je ponovno predstavil aragonsko-kastiljskemu dvoru in monarha sta mu leta 1488 dodelila subvencijo. Istega leta je Krištof poslal svojega brata Bartolomeja, da predstavi projekt angleškemu in francoskemu kralju.
Kolumb je dobil zavezništvo vojvode Medinacelija, ki je celo načrtoval možnost financiranja potovanja zaradi bogastva, ki bi mu ga uspeh lahko prinesel. Njegove veze so Kolumbu prinesle podporo kardinala Mendoze, kraljevega računovodje Alonsa de Quintanilla in meniha Diega de Deza, prinčevega učitelja. Z njihovo pomočjo je Kolumb dosegel novo srečanje s Katoliškima kraljema v Jaenu. Nato je bil njegov projekt zaustavljen zaradi granadske vojne in Kolumb je ponovno začel pogajanja s francoskim kraljem. Takrat je spoznal meniha Juana Péreza, ki je bil kraljičin spovednik in je kasneje postal Kolumbov tesni prijatelj. Pérez je pisal sami kraljici, ki je Kolumba Pozvala v Santa Fe, kjer so se monarhi zbirali za obleganje Granade, in mu dodelila novo finančno pomoč.  Hkrati se je moral soočiti z novo skupščino, ki mu je ponovno dala negativen odgovor zaradi ogromnih finančnih zahtev.
Kolumb se je odločil, da odide v Francijo, vendar pa so njegovi podporniki, kot Luis de Santángel, začeli z vrsto ukrepov na dvoru in uspelo jim je omehčati nasprotovanja Talavere in drugih. Prav tako so se zavzeli za dosego zadostnih sredstev za izvedbo projekta. Čeprav je bila politična odločitev že sprejeta, so Kolumb in Katoliška kralja začeli s pogajanji o pogojih odprave, ki so se vlekla približno tri mesece. Končno, po šestih letih pogajanj in zavrnitev, so bile vse Kolumbove želje sprejete v pogodbi "Kapitulacije iz Santa Feja" oz. "Capitulaciones de Santa Fe", ki sta jo 17. Aprila 1492 podpisala Juan de Coloma v imenu Katoliških kraljev in menih Juan Pérez v imenu Krištofa Kolumba. Pogodba je Kolumbu v primeru uspeha predajala veliko moč in vpliv in mu zagotavljala nazive admirala, podkralja in generalnega guvernerja vseh osvojenih ozemelj ter naziv častnega Dona. Prav tako bi dobil eno desetino vseh bogastev, ki bi jih dosegel na svojem potovanju in eno desetino zaslužka trgovine z ozemlji pod njegovim vodstvom. 

## Odkritje Novega Sveta
S Kolumbovega prvega potovanja se je ohranil edinstven dokument: Kolumbov dnevnik, ki ga je povzel menih Bartolomé de Las Casas in tako ustvaril izjemno pomemben zgodovinski zapis.
Katoliška kralja sta 30. aprila 1492 izdala več dokumentov v zvezi s Kolumbovo odpravo. Strošek je bil ocenjen na 2.000.000 maravedíjev (takratna španska valuta), kar je približno 221.000 današnjih evrov, poleg Kolumbove plače. Čeprav velja splošna miselnost, da je bil denar pridobljen z dragulji Izabele Katoliške, je polovico denarja posodil Luis de Santángel, četrtino je prispeval Kolumb s pomočjo posojil, četrtino pa so najbrž dodali italijanski bankirji in trgovci, ki so živeli v Andaluziji.
Kolumb je v andaluzijska pristanišča prišel s kraljevo odločbo, ki je prebivalcem zapovedovala pomoč pri odpravi, vendar mu mornarji niso želeli pomagati, saj je bil zanje popolnoma nepoznan in mu niso zaupali. Bistvenega pomena je bila zato pomoč bratov Pinzón, mornarjev, ki sta osvojila velika bogastva in prestiž kot trgovca z morsko hrano s severa, kot gusarja in s sodelovanjem v vojnah s Portugalsko. Martín Alonso Pinzón je močno pomagal pri rekrutiranju mož in Kolumb mu je celo obljubil razdelitev pridobljenega bogastva.
Odpravo so sestavljale tri ladje. Daleč največja je bila karaka La Gallega, ki so jo preimenovali v La Santa María in ki ji je poveljeval Kolumb. Poleg nje sta pluli še dve karaveli, La Pinta, ki ji je poveljeval Martín Pinzón, in La Niña (prej La Santa Clara), ki ji je poveljeval Vicente Yáñez Pinzón. Večina članov posadke so bili Andaluzijci, nekaj pa je bilo tudi Baskov in mož od drugod. Skupaj z njimi so potovali tudi štirje kaznjenci, zdravnik, kirurg, pisar in prevajalec, ki je govoril hebrejsko in arabsko. Med posadko ni bilo nobenega duhovnika, kar je povzročilo veliko debat o namenih potovanja in Kolumbovi mentaliteti. 
Ekspedicija je zapustila vas Palos de La Frontera 3. avgusta 1492. Po le treh dneh se je okvarilo krmilo La Pinte, zaradi česar so se morali 9. avgusta ustaviti na Kanarskih otokih, kjer so morali ostati en mesec. 6. septembra so izpluli, vendar so zaradi brezvetrja lahko zapluli proti zahodu šele tri dni kasneje. Po 25. septembru so se občutno povečali nemiri med posadko. 6. oktobra je prišlo do upora, ki ga je zatrl Martín Pinzón. Štiri dni kasneje so se nemiri ponovno začeli, dan zatem pa je Kolumb videl jate ptičev in se odločil usmeriti se proti jugozahodu. V noči z 11. na 12. oktober je zatrdil, da je videl luč v daljavi in ob dveh ponoči je Juan Rodríguez Bermejo spustil krik o zemlji na vidiku. To je bil eden izmed otokov Bahamov, ki ga je Kolumb poimenoval San Salvador, "sveti odrešenik", v čast Jezusu Kristusu (danes Guanahani). Mislil je, da je to skrajni vzhod ozemelj iz zapisov Marca Pola. Od 14. oktobra dalje je odkril še štiri nove otoke, ki jim je dal verska in politična imena: Santa María de la Concepción (danes Cayo Rum), la Fernardina (Long), Isabela (Crooked) in Juana (Kuba). Kolumb je najprej mislil, da je Kuba Cipango (Japonska), zato je poslal delegacijo, ki naj bi se predstavila velikemu kanu, vendar so našli le lokalnega "caciqueja" (voditelj). Takrat so se prvič srečali s tobakom. Kasneje sta Pinzón in Kolumb, ki sta se pred tem zaradi nesoglasij ločila, eden za drugim prispela na otok, ki ga je slednji poimenoval La Española (Haiti).
Kolumbovi načrti so se močno spremenili v noči na božič, ko je La Santa María nasedla in je ni bilo več mogoče rešiti. Ker na La Niñi ni bilo dovolj prostora za posadko nasedle karake, je moral Kolumb ustanoviti prvo kolonijo v Novem Svetu, Fuerte de Navidad, kjer je ostalo 39 mož pod vodstvom Diega de Arane.
16. januarja, po ponovni združitvi z La Pinto, sta se karaveli odpravili proti domu. 14. februarja sta se ladji zaradi hude nevihte ločili in štiri dni kasneje je La Niña pristala na otoku Santa María na Azorskih otokih, kjer so lokalne avtoritete zajele nekaj mož. Kolumb se je nato spet soočil s šestimi dnevi nevihte in 4. marca prispel pred Lizbono, kjer je bil primoran pristati. Tam se je srečal s kraljem Juanom II, ki se je skušal preko obljub in groženj okoristiti z odkritjem. Kolumb se je skliceval na svoj naslov admirala Kastilije in dokazal, da prihaja z zahoda in ne z Gvineje.
15. marca je po 32 tednih vstopil v Palos, le nekaj ur pred Pinzónom z La Pinto, in novica o uspehu odprave se je razširila v trenutku. Kolumb je konec aprila obvestil Katoliška kralja v Barceloni, ki sta potrdila vse privilegije, ki mi jih je zagotavljala pogodba iz Santa Feja. Novica o potovanju se je razširila po celi Evropi s ponatisom Kolumbovega pisma, v katerem je obnovil potovanje.

## Kasnejša Kolumbova potovanja

### Druga odprava
Naslednje potovanje je bilo prva kolonizacijska odprava in priprave nanj so bile zelo obširne. Vloženih je bilo veliko prošenj za posojila za odplačilo stroškov ekspedicije. Eden najpomembnejših posojevalcev je bil italijanski bankir, za kogar je delal tudi Amerigo Vespucci.
Organizator potovanja je bil Juan Rodríguez de Fonseca, arhidiakon iz Seville, ki je bil velik pristaš avtoritarizma in se je zoperstavil Kolumbu ter prevzel upravljanje vsega povezanega z Novim Svetom vse do kraljevine Carlosa I.
Zaradi uspeha prve odprave so prošnje za vključitev v posadke flote deževale. Število popotnikov so omejili na 1.000, med katerimi je moralo biti 800 vojakov, vendar se je na koncu vkrcalo 1.200 mož. Vojakom so se pridružili še plemiči na lovu za bogastvom, delavci z živalmi, kmetijskimi orodji in semeni, obrtniki s svojimi instrumenti in skupina duhovnikov pod vodstvom benediktinca iz samostana Montserrat pri Barceloni.
Cilj Španske Monarhije je bila kolonizacija novih ozemelj, zato sta Katoliška kralja Kolumbu ukazala, naj podpira spreobrnitev in lepo ravnanje z Indijanci ter naj stremi k ustanovitvi kolonije, ki bo imela trgovinski monopol deljen med dvorom in Kolumbom. V skladu s temi interesi je monarhija načrtovala uvedbo carinskih postaj v Novem Svetu in v Cádizu.
Flota, sestavljena iz 14 karavel in 3 karak pod Kolumbovim poveljstvom, je izplula iz najpomembnejšega andaluzijskega pristaniškega mesta Cádiz 25. septembra 1493. Nekaj časa jo je zaradi strahu pred portugalskim napadom spremljala vojna flota. Po 21 dneh so prispeli na otok, ki ga je Kolumb poimenoval Deseada (šp. "zaželena"). Kasneje so prepluli skoraj cele Male Antile do Puerto Rica in 22. novembra prispeli na La Españolo, kjer so doživeli neprijetno presenečenje, saj je bila vasica Fuerte de Navidad požgana, prebivalci pa mrtvi ali pogrešani. Razloga za uničenje sta bila najbrž nesoglasja znotraj evropskega tabora in upor domorodcev, žrtev njihovih apetitov.
6. januarja 1494 je Kolumb ustanovil prvo špansko naselje, ki so ga poimenovali La Isabela in se je nahajalo na severu današnje Dominikanske Republike. Malo kasneje so jih ustanovili še več v notranjosti otoka, da so lahko nadzorovali Indijance, ki so bili še vedno sovražno nastrojeni.
Kolumb je podrobno raziskal karibske otoke in še posebej Kubo, ki pa je ni hotel obkrožiti, da bi lahko obdržal prepričanje, da so dosegli celinsko kopno. Šel je celo tako daleč, da je vso posadko prisilil podpisat dokument, s katerim so prisegli, da so obale Kube na kontinentu. Poleg tega je razmišljal o možnosti vrnitve v Španijo s plovbo proti zahodu.
Na tem potovanju se je moral Kolumb soočiti s številnimi nasprotovanji svojih partnerjev in sopotnikov. Motivi so bili predvsem štirje: 
- Težavnost potovanja, predvsem za neizkušene v pomorstvu.
- Nevšečnosti s prehrano, saj se mediteranske rastline, kot na primer žita in vinska trta, niso prijele v drugačnem podnebju in prsti, zato so se morali Španci prilagoditi na domorodsko prehrano.
- Trdo delo v konstrukciji naselij, ki ni bilo prihranjeno niti plemičem.
- Kolumb se je vztrajno trudil obdržati kraljevi monopol, saj je ta koristil tudi njemu. Preprečeval je namreč bogatenje posameznikov, kar je močno jezilo tiste, ki so v Novi Svet prišli z iluzijo o bogastvu.

Zaradi težke situacije je Kolumb v Evropo poslal 12 ladij, da bi Katoliška kralja zaprosil za okrepitve. Med posadko pa so bili tudi nekateri nezadovoljneži, ki so pred monarhoma kritizirali admiralovo vodstvo. Okrepitve z Bartolomejem Kolumbom na čelu so prispele, vendar je bil Krištofov ugled še bolj okrnjen, ko so se domorodci na La Españoli uprli zaradi neprestanega izkoriščanja kolonizatorjev. Ti so upor zatrli in 500 domorodcev poslali v Španijo kot sužnje. Katoliška kralja sta prepovedala njihovo prodajo dokler se ne bi določila legalnost in legitimnost te dejavnosti, medtem ko so bili nekateri Indijanci na La Españoli že zasužnjeni. Prav tako je Kolumb plemenom naložil davek v bombažu in zlatem prahu, kar je bila močno pretirana zahteva, saj zlata ni bilo na pretek, ločevanje zlata iz peska pa je bilo tako izčrpljujoče, da se je število prebivalcev začelo manjšati. Tako so se začele debate o ravnanju Kastiljcev s prebivalstvom novoodkritih ozemelj.
Hkrati sta Katoliška kralja začela z liberalizacijo potovanj in trgovanja z Novim Svetom, kar pa je jasno kršilo pogodbo iz Santa Feja. Zaradi Kolumbovih protestiranj so bili nekateri od teh zakonov ovrženi, vendar pa je dvor h Kolumbu vseeno poslal kraljevega komisarja Juana de Aguada, da bi nadziral admiralovo početje. Zaradi medsebojnih trenj je Kolumb 10. marca 1496 začel svojo vrnitev v Kastilijo in prispel 11. junija istega leta. S kraljevim parom se je srečal v Burgosu, kjer je organiziral eksotično razstavo, obkrožen z domorodci, pisanimi tropskimi ptiči in oblečen podobno kot frančiškanski menih. Fonseca se je pritoževal zaradi pretiranih stroškov in premajhnega dobička kolonizacijske odprave, poleg tega pa je dvomil v obstoj zlata na novih ozemljih.

### Tretja odprava
Kolumbu se je uspelo otresti vseh kritik in s strinjanjem monarhov je začel pripravljati svoje tretje potovanje z manj sredstvi in jasnim ciljem: najti celinsko kopno.
Odhod se je zaradi drugih stroškov monarhov zakasnil in Kolumb je ta čas izkoristil, da bi ubranil svoje trditve pred dvomljivci z dvora, ki so trdili, da ni prišel niti daljnega vzhoda. Krištofov prijatelj, duhovnik in kronist Andrés Bernáldez je trdil, da je Indija 1200 milj dlje kot novo odkrita ozemlja in da ta torej niso del Azije. Isto je zatrdil Rodrigo de Santaella, ustanovitelj Univerze v Sevilli, v svojem uvodu v delo Marca Pola, obstajalo pa je še več podobnih pričevanj iz tistega obdobja.
Ko sta monarha oprostila prestopnike, ki niso zagrešili hudih zločinov in so se želeli pridružiti ekspediciji, je Kolumb končno zbral dovolj posadke za odhod. Razdelili so se v dve skupini, 2 ladji sta odpluli februarja 1498 z raznim orožjem in vojnim orodjem, ostalih 6 ladij pa 30. maja. Morda zato da bi zmedli francosko armado, so se najprej usmerili proti Madeiri in nato proti Kanarskim otokom, kjer se je flota spet razdelila. Tri karavele so se usmerile proti La Españoli, Kolumb pa se je z dvema karavelama in karako odpravil proti jugu do Zelenortskih otokov, kjer so se končno usmerili proti zahodu.
4. avgusta 1498 so prispeli do izliva reke Orinoko v današnji Venezueli. Kolumb je kmalu ugotovil, da to niso otoki, saj je bil tok Orinoka premočan. Kljub temu se je Kolumb odločil, da se bodo vrnili na La Españolo.
Ob Krištofovem povratku se je Bartolomé ravno spopadal z uporom pod vodstvom Francisca Roldana, zaradi česar je moral admiral podpisati ponižujočo predajo in se podvreči zahtevam vodje upornikov. Podpis te predaje je odprl novo obdobje v izkoriščanju Novega Sveta, saj je dal povod za razdelitev zemlje med kolonizatorji, jim dal pravico do zasužnjenja Indijancev za kmetovanje in rudarjenje, poleg tega pa jim je dal pravico do izkopavanja zlata.
Zaradi Kolumbove prošnje, pa tudi po lastni iniciativi, sta španska monarha imenovala raziskovalnega sodnika Francisca de Bovadillo, ki je na La Españolo prispel 24. avgusta 1500. Bovadilla je razrešil s pozicij brate Kolumb, zaplenil vse admiralovo imetje in ga obtožil tiranije in slabega ravnanja s kolonizatorji. Na koncu jih je poslal nazaj v Kastilijo v verigah, medtem pa je ugodil vsem zgoraj omenjenim zahtevam upornikov.
Katoliška kralja sta obsodila te ukrepe, razrešila Bovadillo ter na njegovo mesto postavila Nicolasa de Ovanda, hkrati pa sta izkoristila trenja in Kolumbu vzela večino privilegijev. Kolumb je sicer že pred tem izgubil monopol nad odkritji, saj sta leta 1499 monarha avtorizirala ekspedicije, poznane pod imenom "manjša ali andaluzijska potovanja".

### Četrta in zadnja odprava
Po vrnitvi se je Kolumb posvetil ponovni pridobitvi svojih pravic in pisanju knjige z naslovom Knjiga prerokb (Libro de las profecias).
Najbrž zaradi prihoda Vasca da Game v Indijo in Pedro Álvares Cabralovega odkritja ozemlja današnje Brazilije, je začel načrtovati svoje zadnje potovanje po Atlantiku, ki pa je bilo polno incidentov. Zopet je imel podporo kraljevega para, namen odprave pa naj bi bilo iskanje ožine, ki bi jim omogočila prehod do Indije.
Oktobra 1501 so se začele priprave na ekspedicijo, ki je štela 4 karavele s približno 140-člansko posadko, ki je zapustila Sevillo 13. aprila 1502 in prispela na drugo stran Atlantika 15. junija. Kraljeve zahteve so vključevale prepoved pristanka na La Españoli, kratko raziskovalno potovanje z zasedbo odkritih ozemelj in izogibanje zasebnemu trgovanju ter zasužnjevanju domorodnega prebivalstva.
Kolumb se je odpravil jugozahodno od že odkritih otokov in prispel do otoka Guanaja v zalivu današnjega Hondurasa, kjer so srečali velik trgovski kanu, ki je očitno prihajal od veliko bolj razvite civilizacije, kot so jih srečali do tedaj. Vendar pa se niso usmerili severno proti Majem in Aztekom, temveč južneje ob obalah današnjega Hondurasa, Nikaragve, Kostarike in Paname.
Potovanje je bilo zaradi pogostih neviht zelo zahtevno, še hujši pa je bil povratek, saj je bil trup ladij preluknjan zaradi nekega mehkužca iz tropskih voda. Ker so bile ne samo ladje, temveč tudi posadka in Kolumbovo zdravje, v slabem stanju, se je Kolumb kljub kraljevi prepovedi odločil usmeriti se proti La Españoli. Do tja jim ni uspelo priti, zato so 24. junija postavili začasno naselbino v zalivu Santa Glorie na severu Jamajke, kjer pa se je situacija še poslabšala. Nekateri člani posadke so uspeli priti do La Españole v indijanskih kanujih, vendar jim guverner Ovando ni želel zagotoviti sredstev za povratek v Kastilijo. Medtem se je Kolumb spopadal z vse bolj sovražnimi jamajškimi domorodci in s svojimi možmi, saj se je uprla več kot polovica. 29. junija 1504 so končno uspeli zapustiti otok, kmalu zatem so prispeli na La Españolo in 7. novembra 1504 nazaj v špansko Andaluzijo, v Sanlúcar.
Od takrat naprej je Kolumb živel izoliran od kakršnihkoli prekomorskih potovanj. Svoje zadnje dni je preživel v pomanjkanju, do svoje smrti v Valladolidu 20. maja 1506.

## Manjša ali andaluzijska potovanja
Španci so med letoma 1499 in 1502 realizirali več transatlantskih ekspedicij, ki jih je sicer podpiral španski dvor, vendar so bile financirane z zasebnim kapitalom. To so bila manjša ali andaluzijska potovanja pod poveljstvom drugih raziskovalcev, s katerimi so pospešili odkrivanje, kolonizacijo in osvajanje novega kontinenta. Lahko bi se reklo, da je bila to tekma proti Kolumbu, da bi ozemlja odkrili pred njim in da tako ne bi pridobil toliko bogastva in moči. V le štirih letih do tako raziskali skoraj vse srednje in južnoameriške obale.
Ta potovanja so bila za kastiljsko-aragonsko krono izjemnega pomena, saj so si z njihovo pomočjo lahko oblikovali predstavo o velikosti novega kontinenta oziroma vsaj njegovega obalnega dela.

### Odprava Alonsa de Ojede
Prve raziskovalne ladje, ki jim ni poveljeval Kolumb, so zaplule proti Novemu Svetu 18. maja 1499 iz Cádiza. Iniciativo za to odpravo je dal nadškof Rodríguez de Fonseca, da bi preveril resničnost trditev v Kolumbovih pismih, v katerih je monarhoma opisoval odkritja tretje odprave. Sodeloval je tudi kartograf Juan de la Cosa, čigar naloga je bila narisati prvi zemljevid obal novih ozemelj.
Izpluli so z dvema karavelama, Capitano, ki ji je poveljeval Ojeda, in Nuevo, katere kapitan je bil Fernando Ladrón de Guevara. Posadko so sestavljali predvsem ribiči in mornarji, ki so že sodelovali v Kolumbovih odpravah.
Ojeda je imel dostop do Kolumbovih pisem in dokumentov, da je lahko preučil poti in kraje, kjer so odkrili reke, dragulje in druge dragocenosti, ni pa se smel dotakniti portugalskih ozemelj ali ozemelj, ki jih je Kolumb odkril pred letom 1495 na prvih dveh odpravah.
Karaveli sta pristali nekoliko južneje kot Kolumb na tretjem potovanju, blizu izliva reke Esequibo v Gvajani. Od tam so se odpravili proti jugu, ampak so se nato zaradi težavnosti poti odločili vrniti proti severu, do otokov Trinidad in Margarita. Prispeli so do jezera Maracaibo, kjer so po legendi videli domorodske hiše nad vodo in ozemlje poimenovali Pequeña Venecia (Male Benetke) ali Venezuela.
Z ekonomskega vidika je bila odprava polom, saj so uspeli dobiti le nekaj draguljev, zlata in nekaj sovražnih Indijancev, ki so jih kasneje prodali kot sužnje.
5. septembra 1499 so pristali na La Españoli, kjer jih je prestregel Roldán, ki je Ojedi svetoval, naj gre v Santo Domingo k admiralu in naj mu pove o svoji odpravi, vendar je Ojeda raje nadaljeval zahodno v notranjost otoka. To je povzročilo več spopadov med Roldanovimi in Ojedovimi možmi. Novembra je Ojeda končno izplul proti Cadizu.

### Druge raziskovalne odprave

#### Odprava Pedra Alonsa Niña z bratoma Cristóbal in Luis Guerra
Odprava je izplula iz Andaluzije 2 tedna kasneje kot Ojeda, vendar so do severnih obal Južne Amerike prispeli prej, saj je Ojedova flota plula preveč južno. Pluli so mimo otoka Trinidad in zaliva Paria ter prispeli do Bisernih otokov v Panamskem zalivu, kjer so na ladje naložili toliko draguljev, kot so lahko in se hitro vrnili v Španijo. Namesto da bi se vrnili preko Andaluzije, so se vračali preko Bayone na jugozahodu Francije, da bi se tako izognili plačilu "kraljeve petine" (quinto real), vendar so jih odkrili in zaprli.

#### Odprava Vicenta Yañéza Pinzóna
Vicente je s 4 karavelami izplul konec leta 1499 in, po težkem potovanju polnem nevarnih neviht, 26. januarja 1500 prispel do grebena, ki ga je poimenoval Santa María de la Consolación. Danes bi bil to brazilski rt San Roque, zato je Vicente uradno prvi Evropejec, ki je stopil na ozemlje današnje Brazilije. Ker je bilo to po razdelitvi sveta v Tordesiljski pogodbi portugalsko ozemlje, bi lahko to v primeru večjega razglašanja odkritja povzročilo konflikt s Portugalsko. Pedro Álvares Cabral, portugalski odkritelj Brazilije, je prišel na to ozemlje šele 3 mesece kasneje, ko se je tudi začela kolonizacija. Vicente in njegova posadka so nadaljevali pot severozahodno in raziskali izliv Amazonke, ki so jo poimenovali Río Grande de Santa María de la Mar. Potovali so do zaliva Paria (Venezuela) in blizu otoka Margarite preživeli hudo nevihto, zaradi katere so izgubili dve ladji in veliko mož. Tam so se po naključju srečali z odpravo Diega de Lepeja, s komer so se združili v plovbi po Malih Antilih do San Juana (danes Puerto Rico). V Španijo so se vrnili konec septembra 1500.

#### Odprava Diega de Lepeja
Diego de Lepe je zapustil Palos de la Frontera januarja 1500 z dvema ladjama. Sredi februarja je prišel v bližino rta San Agustín v Kolumbiji in zavzel to ozemlje v imenu Španije, čeprav je to storil že Vicente Yáñez. Kot že rečeno, so srečali njegovo odpravo in skupaj odšli do otoka San Juan, kjer so se založili z živili in vodo ter popravili svoje ladje za povratek. Na Iberski polotok so se vrnili sredi avgusta 1500.

#### Odprava Alonsa Véleza de Mendoze in Luisa Guerre
Novice o Cabralovem prihodu na obalo Južne Amerike so škofa Fonseco spodbudile k organizaciji ekspedicije, ki bi primerjala portugalsko odkritje z rezultati predhodnih kastiljskih potovanj. Odpravili so se v začetku septembra 1500 z dvema karavelama, in sicer po isti poti kot Cabral. Kot ostali pred njimi so tudi oni prispeli do rta San Agustín, vendar so jih vetrovi vodili proti jugu, najverjetneje skoraj do severnega dela argentinske obale, kjer je danes Mar del Plata. Tako so se prepričali, da so zaradi oblike ameriškega kontinenta, ozemlja na jugu po Tordesiljski pogodbi spadala pod kastiljsko-aragonsko krono in da je bilo še veliko ozemlja neodkritega in neosvojenega. Vrnili so se junija 1501.

#### Odprava Rodriga de Bastidasa in Juana de la Cose
Karaveli obeh raziskovalcev sta Cádiz zapustili septembra 1501 in prispeli na ameriške obale po bolj severni poti. Prepluli so vso venezuelsko obalo do rta Cabo de la Vela, kamor je že prispel Alonso de Ojeda, in nato prvič prispeli do zaliva Urabá (skrajni sever Kolumbije). Tako so odkrili tudi Panamsko ožino. Po odkritju velike količine draguljev so potovali na La Españolo, da bi popravili svoje ladje, ki so jih uničili ladijski črvi. Na obalah otoka je ena od ladij nasedla, a na srečo jim je uspelo rešiti del tovora. Bastidasa so tam obtožili ilegalnih pogajanj z domorodci. Po povratku v Kastilijo so mu leta 1502 sodili, a je bil oproščen vseh obtožb in Katoliška kralja sta mu dodelila letno rento na produkcijo provinc Urabá in Zenú, ki jih je odkril na svojem potovanju.